# 佛朗哥·馬斯坦托諾
佛朗哥·馬斯坦托諾（西班牙語：Franco Mastantuono；2007年8月14日—），阿根廷足球運動員，司職右翼鋒或攻擊中場，現效力於西甲球隊皇家馬德里。

## 俱樂部生涯

### 早期職業生涯
馬斯坦托諾在2007年8月14日出生於布宜諾斯艾利斯省阿蘇爾的一個義大利裔家庭，除了足球外也自小對網球感興趣，且曾是後者的國家級青年球員。他年僅三歲時便在當時於「藍河」（River de Azul）擔任足球教練的父親的推波助瀾下，開始在該俱樂部旗下接受訓練，正式開始其足球生涯。2017年，馬斯坦托諾在藍河受訓的時候收到河床的試訓邀約。儘管河床向這位十歲的年青人許諾青訓系統的一席位，但其家人因為希望孩子踏上網球手之路的關係而對此婉拒。取而代之的是，他在11歲時與「水泥」（Club Cemento）簽約。

### 河床
2019年，馬斯坦托諾決定接受河床的邀請，轉會至這家位於首都布宜諾斯艾利斯的豪門，並在青年隊2019年賽季的最後一場亮相，同時隨隊獲得聯賽冠軍。他在隔年註冊參加阿根廷足球协会的比賽，但由於阿根廷的Covid-19疫情持續肆虐，其首個職業賽季未開始便已先腰斬。馬斯坦托諾在2023年8月與其俱樂部簽下第一份職業合同，為期兩年，其中包含一3000萬歐元違約金的解約條款。他在隔月首次隨一線隊訓練。
馬斯坦托諾在2020年和其他年青球員一起被主教練马丁·德米凯利斯徵召，與一線隊一起參加季前集訓。他在對上墨超球隊蒙特雷的友賽中達成其一線隊首次亮相，之後在對陣帕丘卡又被獲派上場。2024年1月底，馬斯坦托諾從板凳出發，在對上阿根廷青年人的職業聯賽盃比賽中替補法昆多·科利迪奧登場，是其在河床一軍的首次正式比賽上陣，也是繼奧馬爾·羅西（Omar Rossi）和马特奥·穆萨基奥後隊史第三年輕的正式比賽上場球員。該場賽事他們以1–1戰平。
2024年2月8日，馬斯坦托諾在對上健行者的阿根廷杯比賽中攻入其一線隊生涯首球，助球隊贈送三蛋予對手，也憑此打破哈维尔·萨维奥拉保有的紀錄，成為河床史上最年輕的進球者。儘管已是一線隊的主力，但他的表現機會一直不多，球迷也因此呼籲德米凱利斯多派這位新星上場。球隊名宿雷納爾多·梅洛對此表示即使馬斯坦托諾已展露其能力，但仍未做好穩坐正選的準備。德米凱利斯遭解職後，新任主帥馬些路·加拿度才決定多讓馬斯坦托諾上陣。隔年4月27日上演的阿根廷國家打吡中，他在28碼開外直射破網了一記自由球，幫助球隊以2–1力克博卡青年。此球讓其成為阿根廷國家打吡史上第二年輕的進球球員，也昆河床最年青的阿根廷國家打吡進球者。

### 皇家馬德里
2025年6月13日，西甲球會皇家馬德里宣佈已觸發馬斯坦托諾的解約條款，另加1500萬付加費用，以總共4500萬歐元的價格簽下為期六年的合同，球員本人則將在其18歲生日當天（8月14日）加盟。

## 國家隊生涯
馬斯坦托諾出生於阿根廷，父母皆是義大利裔且擁有意阿雙重國籍，因此有資格代表這兩國出戰。隨後他選擇了阿根廷，並在年僅15歲時便被巴勃罗·艾马尔召入U17國家隊。馬斯坦托諾在河床青年軍的出色表現引起了時任阿根廷U20主帥哈维尔·马斯切拉诺的關注，後者也因此在2022年中准其隨隊訓練。
2025年5月末，馬斯托拉諾首次獲徵召進入「探戈軍團」一線隊，參加2026年國際足總世界盃外圍賽南美洲區對上智利和哥倫比亞的比賽。他在幾天後的6月5日從板凳出發，於客場1–0力壓智利的賽事中替補蒂亚戈·阿尔马达登場，達成其個人成年國家隊首秀的同時，也以17歲296天之齡成為打破由阿道弗·海辛格保持的紀錄，成為阿根廷隊史上最年輕的正式比賽首秀球員。

## 踢球風格
馬斯坦托諾是為左腳球員，主要司職中場，但也能勝任前鋒或組織核心。曾任河床青年軍教練和預備隊助理教練的馬丁·佩萊格里諾（Martín Pellegrino）與巴勃羅·費南德斯（Pablo Fernández）皆盛讚其控球能力，其中後者更提到他有不俗的一對一過人和自由球直接得分能力。馬斯坦托諾本人則表示十分敬重河床的三位前輩——胡利安·阿尔瓦雷斯、馬蒂亞斯·蘇亞雷斯和伊格納西奧·費南德斯，以及內馬爾和菲爾·福登等人，並視這些球員為偶像，試圖學習他們的踢球風格。

## 生涯數據

### 俱樂部
最後更新：2025年6月13日
| 俱樂部     | 球季     | 聯賽     | 聯賽 | 聯賽 | 盃賽 | 盃賽 | 州際賽 | 州際賽 | 其他 | 其他 | 總計 | 總計 |
| 俱樂部     | 球季     | 聯賽     | 上陣 | 進球 | 上陣 | 進球 | 上陣   | 進球   | 上陣 | 進球 | 上陣 | 進球 |
| ---------- | -------- | -------- | ---- | ---- | ---- | ---- | ------ | ------ | ---- | ---- | ---- | ---- |
| 河床       | 2024     | 阿甲     | 33   | 1    | 1    | 1    | 7      | 1      | 0    | 0    | 41   | 3    |
| 河床       | 2025     | 阿甲     | 12   | 4    | 1    | 1    | 6      | 2      | 1    | 0    | 20   | 7    |
| 皇家馬德里 | 2025–26  | 西甲     | 0    | 0    | 0    | 0    | 0      | 0      | 0    | 0    | 0    | 0    |
| 生涯總計   | 生涯總計 | 生涯總計 | 45   | 5    | 2    | 2    | 13     | 3      | 1    | 0    | 61   | 10   |

1. 1 2  阿根廷杯
2. 1 2  南美解放者杯
3. ↑  國際超級盃（英语：Supercopa Internacional）

### 國家隊
最後更新：2025年6月5日
| 國家隊 | 年份 | 上陣 | 進球 |
| ------ | ---- | ---- | ---- |
| 阿根廷 | 2025 | 1    | 0    |
| 總計   | 總計 | 1    | 0    |

## 獲得獎項與榮譽
河床
- 阿根廷超級盃：2023[24]

## 外部連結
- Soccerway資料庫：佛朗哥·馬斯坦托諾
- 足球数据库：佛朗哥·馬斯坦托諾的球员统计数据